# Hebbakodi, Ramanagara
Hebbakodi là một làng thuộc tehsil Ramanagara, huyện Ramanagara, bang Karnataka, Ấn Độ.